# Ангора (тауншип, Миннесота)
Ангора (англ. Angora) — тауншип в округе Сент-Луис, Миннесота, США. На 2000 год его население составило 277 человек.

## География
По данным Бюро переписи населения США площадь тауншипа составляет 94,2 км², из которых 94,0 км² занимает суша, а 0,3 км² — вода (0,27 %).

## Демография
По данным переписи населения 2000 года здесь находились 277 человек, 107 домохозяйств и 84 семьи.  Плотность населения —  2,9 чел./км².  На территории тауншипа расположено 139 построек со средней плотностью 1,5 построек на один квадратный километр. Расовый состав населения: 97,11 % белых и 2,89 % коренных американцев. Испанцы или латиноамериканцы любой расы составляли 0,72 % от популяции тауншипа.
Из 107 домохозяйств в 34,6 % воспитывались дети до 18 лет, в 71,0 % проживали супружеские пары, в 5,6 % проживали незамужние женщины и в 20,6 % домохозяйств проживали несемейные люди. 18,7 % домохозяйств состояли из одного человека, при том 3,7 % из — одиноких пожилых людей старше 65 лет. Средний размер домохозяйства — 2,59, а семьи — 2,93 человека.
23, % населения — младше 18 лет, 8,7 % — в возрасте от 18 до 24 лет, 30,0 % — от 25 до 44, 31,4 % — от 45 до 64, и 6,5 % — старше 65 лет. Средний возраст — 37 лет. На каждые 100 женщин приходилось 111,5 мужчин.  На каждые 100 женщин старше 18 приходилось 103,8 мужчин.
Средний годовой доход домохозяйства составлял 38 750 долларов, а средний годовой доход семьи —  43 214 долларов. Средний доход мужчин —  39 250  долларов, в то время как у женщин — 18 500. Доход на душу населения составил 15 279 долларов. За чертой бедности не находилась ни одна семья и 4,4 % всего населения тауншипа.